# Commonwealth Games 2014/Badminton (Mannschaft)
Badminton wurde bei den Commonwealth Games 2014 in der Emirates Arena in Glasgow gespielt. Die Wettkämpfe fanden vom 24. Juli bis zum 3. August 2014 statt. Folgend die Ergebnisse im Mannschaftswettbewerb.

## Gruppe A
|           | Pld | W | L | GW | GL | GD  | PW  | PL  | PD   |
| --------- | --- | - | - | -- | -- | --- | --- | --- | ---- |
| Malaysia  | 2   | 2 | 0 | 20 | 0  | +20 | 420 | 202 | +218 |
| Sri Lanka | 2   | 1 | 1 | 10 | 10 | 0   | 342 | 292 | +50  |
| Barbados  | 2   | 0 | 2 | 0  | 20 | −20 | 152 | 420 | −268 |

|  | Qualifiziert für Viertelfinale |

## Gruppe B
|        | Pld | W | L | GW | GL | GD  | PW  | PL  | PD   |
| ------ | --- | - | - | -- | -- | --- | --- | --- | ---- |
| Indien | 3   | 3 | 0 | 30 | 0  | +30 | 630 | 195 | +435 |
| Ghana  | 3   | 2 | 1 | 12 | 19 | −7  | 457 | 586 | −129 |
| Uganda | 3   | 1 | 2 | 11 | 21 | −10 | 473 | 593 | −120 |
| Kenia  | 3   | 0 | 3 | 9  | 22 | −13 | 414 | 600 | −186 |

|  | Qualifiziert für Viertelfinale |

## Gruppe C
|            | Pld | W | L | GW | GL | GD  | PW  | PL  | PD   |
| ---------- | --- | - | - | -- | -- | --- | --- | --- | ---- |
| Schottland | 3   | 3 | 0 | 30 | 0  | +30 | 636 | 283 | +353 |
| Neuseeland | 3   | 2 | 1 | 20 | 10 | +20 | 562 | 408 | +154 |
| Guernsey   | 3   | 1 | 2 | 7  | 26 | −19 | 409 | 666 | −257 |
| Seychellen | 3   | 0 | 3 | 6  | 27 | −21 | 410 | 660 | −250 |

|  | Qualifiziert für Viertelfinale |

## Gruppe D
|                | Pld | W | L | GW | GL | GD  | PW  | PL  | PD   |
| -------------- | --- | - | - | -- | -- | --- | --- | --- | ---- |
| Kanada         | 3   | 3 | 0 | 25 | 6  | +19 | 626 | 386 | +240 |
| Australien     | 3   | 2 | 1 | 23 | 8  | +15 | 596 | 412 | +184 |
| Wales          | 3   | 1 | 2 | 14 | 18 | −4  | 556 | 494 | +62  |
| Falklandinseln | 3   | 0 | 3 | 0  | 30 | −30 | 144 | 630 | −486 |

|  | Qualifiziert für Viertelfinale |

## Gruppe E
|              | Pld | W | L | GW | GL | GD  | PW  | PL  | PD   |
| ------------ | --- | - | - | -- | -- | --- | --- | --- | ---- |
| Singapur     | 3   | 3 | 0 | 30 | 1  | +29 | 644 | 278 | +366 |
| Südafrika    | 3   | 2 | 1 | 18 | 14 | +4  | 551 | 457 | +94  |
| Jamaika      | 3   | 1 | 2 | 15 | 18 | −3  | 527 | 510 | +17  |
| Norfolkinsel | 3   | 0 | 3 | 0  | 30 | −30 | 153 | 630 | −477 |

|  | Qualifiziert für Viertelfinale |

## Gruppe F
|            | Pld | W | L | GW | GL | GD  | PW  | PL  | PD   |
| ---------- | --- | - | - | -- | -- | --- | --- | --- | ---- |
| England    | 3   | 3 | 0 | 30 | 1  | +29 | 638 | 305 | +333 |
| Jersey     | 3   | 2 | 1 | 20 | 12 | +8  | 558 | 518 | +40  |
| Nordirland | 3   | 1 | 2 | 11 | 23 | −12 | 528 | 629 | −101 |
| Mauritius  | 3   | 0 | 3 | 4  | 29 | −25 | 412 | 684 | −272 |

|  | Qualifiziert für Viertelfinale |

## Endstand
| Platz  | Name | Land           |
| ------ | --- | -------------- |
| Gold   | Chong Wei Feng, Daren Liew, Tee Jing Yi, Woon Khe Wei, Lai Pei Jing, Lim Yin Loo, Chan Peng Soon, Vivian Hoo Kah Mun, Tan Wee Kiong, Goh V Shem                                                  | Malaysia       |
| Silber | Andrew Ellis, Chris Adcock, Chris Langridge, Gabrielle Adcock, Heather Olver, Kate Robertshaw, Lauren Smith, Peter Mills, Rajiv Ouseph, Sarah Walker                                             | England        |
| Bronze | Huang Chao, Chayut Triyachart, Danny Bawa Chrisnanta, Derek Wong Zi Liang, Yao Lei, Fu Mingtian, Shinta Mulia Sari, Terry Hee, Vanessa Neo Yu Yan, Liang Xiaoyu                                  | Singapur       |
| 4.     | Akshay Dewalkar, Ashwini Ponnappa, R. M. V. Gurusaidutt, Jwala Gutta, Kashyap Parupalli, Saina Nehwal, Pranav Chopra, Srikanth Kidambi, P. C. Thulasi, P. V. Sindhu                              | Indien         |
| 5      | Glenn Warfe, Gronya Somerville, He Tian Tang, Jacqueline Guan, Jeff Tho, Raymond Tam, Renuga Veeran, Robin Middleton, Verdet Kessler, Ross Smith                                                 | Australien     |
| 5      | Achini Nimeshika Ratnasiri, Buwenaka Goonethileka, Dinuka Karunaratne, Madushika Beruwalage, Nadeesha Gayanthi, Niluka Karunaratne, Sachin Dias, Thilini Pramodika, Upuli Samanthika Weerasinghe | Sri Lanka      |
| 5      | Caitlin Pringle, Imogen Bankier, Jillie Cooper, Kieran Merrilees, Kirsty Gilmour, Martin Campbell, Patrick MacHugh, Paul van Rietvelde, Rebekka Findlay, Robert Blair                            | Schottland     |
| 5      | Adrian Liu, Alexandra Bruce, Andrew D’Souza, Derrick Ng, Michelle Li, Phyllis Chan, Rachel Honderich, Toby Ng                                                                                    | Kanada         |
| 9      | Alexander Hutchings, Elizabeth Cann, Mariana Agathangelou, Mark Constable, Solenn Pasturel | Jersey         |
| 9      | Abraham Ayittey, Daniel Sam, Diana Archer, Emmanuel Donkor, Evelyn Botwe, Stella Koteikai Amasah                                                                                                 | Ghana          |
| 9      | Andries Malan, Elme de Villiers, Jacob Maliekal, Jennifer Fry, Prakash Vijayanath, Sandra Le Grange, Willem Viljoen                                                                              | Südafrika      |
| 9      | Anna Rankin, Joe Wu, Kevin Dennerly-Minturn, Michelle Chan, Madeleine Stapleton, Michael Fowke, Oliver Leydon-Davis, Susannah Leydon-Davis                                                       | Neuseeland     |
| 13     | Daniel Penney, Elena Johnson, Gayle Lloyd, Stuart Hardy | Guernsey       |
| 13     | Daisy Nakalyango, Edwin Ekiring, Margaret Nankabirwa, Wilson Tukire | Uganda         |
| 13     | Andre Padmore, Dakeil Thorpe, Mariama Eastmond, Shari Watson | Barbados       |
| 13     | Gareth Henry, Garron Palmer, Geordine Henry, Ruth Williams | Jamaika        |
| 13     | Carissa Turner, Daniel Font, Jonathan Neil Morgan, Nic Strange, Oliver Gwilt, Sarah Thomas | Wales          |
| 13     | Alannah Stephenson, Caroline Black, Ciaran Chambers, Sinead Chambers, Tony Murphy, Tony Stephenson                                                                                               | Nordirland     |
| 19     | Anna Luxton, Christopher Eynon, Dominic Jaffray, Doug Clark, Laura Minto, Louise Williams, Michael Brownlee, Ross Stewart, Sofia Arkhipkina                                                      | Falklandinseln |
| 19     | Aatish Lubah, Georges Paul, Kate Foo Kune, Nicola Chan Lam, Sahir Edoo, Yeldi Louison | Mauritius      |
| 19     | Joseph Matheri Githitu, Lavina Martins, Mercy Joseph, Patrick Kinyua, Sheila Muthoni, Victor Munga Odera                                                                                         | Kenia          |
| 19     | Jason Quintal, Joanne Snell, Michael Donohoe, Richard Cribb, Terry Gray | Norfolkinsel   |
| 19     | Alisen Camille, Georgie Cupidon, Juliette Ah-Wan, Kervin Ghislain, Steve Malcouzane | Seychellen     |